# 羅登貝格山
47°40′16″N 8°46′37″E / 47.6710403°N 8.7769811°E

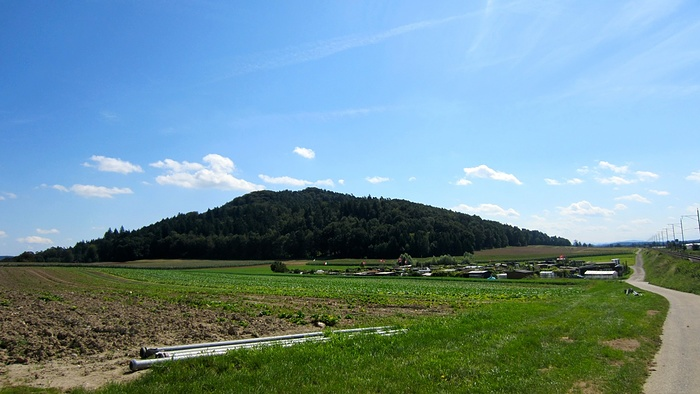

羅登貝格山（Rodenberg），是瑞士的山峰，位於該國東北部，由圖爾高州負責管轄，海拔高度588米，山體由砂岩組成，南坡用於種植葡萄樹，其餘地區為森林，是當地的休閒勝地。